# 도미니카 연방의 국가
아름다운 섬, 빛나는 섬(영어: Isle of Beauty, Isle of Splendour)은 도미니카 연방의 국가이다. 1967년에 제정되었다. Lemuel McPherson Christian가 작곡을, Wilfred Oscar Morgan Pond가 작사를 하였다.

## 영어가사
Isle of beauty, isle of splendour,
Isle to all so sweet and fair,
All must surely gaze in wonder
At thy gifts so rich and rare.
Rivers, valleys, hills and mountains,
All these gifts we do extol.
Healthy land, so like all fountains,
Giving cheer that warms the soul.
Dominica, God hath blest thee
With a clime benign and bright,
Pastures green and flowers of beauty
Filling all with pure delight,
And a people strong and healthy,
Full of godly, rev'rent fear.
May we ever seek to praise Thee
For these gifts so rich and rare.
Come ye forward, sons and daughters
Of this gem beyond compare.
Strive for honour, sons and daughters,
Do the right, be firm, be fair.
Toil with hearts and hands and voices.
We must prosper! Sound the call,
In which ev'ryone rejoices,
"All for Each and Each for All."

## 한국어해석
아름다운 섬, 빛나는 섬,
모두에게 아름답고 달콤한 섬이네.
모든 이들이여! 매우 풍요롭고
희귀한 선물과 경이로움을 보라!
강과 계곡과 언덕과 산은
우리가 칭찬할 만한 선물들이니
모든 분수처럼 건강한 땅이
우리의 영혼을 따뜻하게 환호하네.
도미니카여, 신이 당신에게
온화하고 밝은 기후로 축복하셨노라.
푸른 목초지와 아름다운 꽃들이
모두를 순수한 기쁨으로 채우네,
강하고 건강한 사람들은
신을 경외하는 마음이 있다.
우리는 당신을 칭찬하리라
풍요롭고 희귀한 선물들을.
아들, 딸들이여! 앞으로 전진하자!
비교할 수 없는 보석을 향하여
명예를 위해 노력하라! 아들, 딸들이여!
정의롭고 굳건하게, 공평하게!
마음과 손과 목소리로 일하자
우리는 번영해야 한다는 목소리로
모두가 기뻐하며 외치노니
"서로를 모두를 위하여, 모두의 서로를 위하여"